# Shorea argentifolia
Shorea argentifolia är en tvåhjärtbladig växtart som beskrevs av Symington. Shorea argentifolia ingår i släktet Shorea och familjen Dipterocarpaceae. Inga underarter finns listade i Catalogue of Life.

## Bildgalleri